# Chocolate (singel Kylie Minogue)
„Chocolate” – singel australijskiej piosenkarki Kylie Minogue, pochodzi z albumu Body Language (2004).

## Listy utworów / Formaty
| UK CD single #1 (CDR6639; Released June 28 2004) 1. "Chocolate" (Radio edit) - 4:02 2. "Love at First Sight" (Live at Money Can't Buy) - 4:57 UK CD single #2 (CDCRS6639; Released June 28, 2004) 1. "Chocolate" (Radio edit) - 4:02 2. "City Games" - 3:42 3. "Chocolate" (Tom Middleton Cosmos mix) - 7:29 4. "Chocolate" (EMO mix edit) - 4:31 5. "Chocolate" music video Australian CD single (021822; Limited edition; Released July 12 2004) 1. "Chocolate" (Radio edit) - 4:02 2. "City Games" - 3:42 3. "Chocolate" (Tom Middleton Cosmos mix) - 7:29 4. "Chocolate" (EMO mix edit) - 4:31 5. "Love at First Sight" (Live at Money Can't Buy) - 4:57 6. "Chocolate" music video | UK 12" picture disc (12R6639; Released June 28, 2004) 1. "Chocolate" (Tom Middleton Cosmos mix) - 7:29 2. "Chocolate" (Radio edit) - 4:02 3. "Chocolate" (EMO mix) - 6:54 UK 12" white label promo (12RDJ 6639; Released June 28, 2004) 1. "Chocolate" (Tom Middleton Mix) 2. "Chocolate" (EMO Mix) 3. "Chocolate" (EMO Dub) Other official versions 1. "Chocolate" (Original Ludacris rap version) 2. "Chocolate" (EMO dub) |